# Sadkowice
Sadkowice ist ein Dorf und Sitz der gleichnamigen Gemeinde im Powiat Rawski der Woiwodschaft Łódź, Polen.

## Gemeinde
Zur Landgemeinde Sadkowice gehören 30 Ortsteile mit einem Schulzenamt:
Broniew
Bujały
Celinów
Gacpary
Gogolin
Jajkowice
Kaleń
Kłopoczyn
Lewin
Lipna
Lubania
Lutobory
Nowe Sadkowice
Nowe Szwejki
Nowy Kaleń
Nowy Kłopoczyn
Olszowa Wola
Paprotnia
Pilawy
Przyłuski
Rokitnica-Kąty
Rzymiec
Skarbkowa
Studzianki
Trębaczew
Turobowice
Zabłocie
Zaborze
Żelazna
Weitere Ortschaften der Gemeinde sind Nowe Lutobory, Rudka, Szwejki Wielkie und Władysławów.